# ويليام مورتنسن
ويليام مورتنسن (بالإنجليزية: William Mortensen)‏ هو مصور أمريكي، ولد في 27 يناير 1897 في بارك سيتي في الولايات المتحدة، وتوفي في 12 أغسطس 1965 في لاغونا بيتش في الولايات المتحدة بسبب ابيضاض الدم.